# Jeon Hye-won
Jeon Hye-won (en hangul, 전혜원; Busan, 2 de abril de 1998) es una actriz surcoreana.

## Carrera
Originaria de Busan, se trasladó a Seúl para asistir a la escuela. Su vocación inicial era la de ser bailarina, y practicó ballet desde los siete años hasta el tercer curso de secundaria, pero una lesión la obligó a abandonar el baile. Ya un año antes había empezado a actuar en cortometrajes, y por recomendación materna asistió a la academia de interpretación. Después realizó los estudios superiores en el mismo campo, en el Instituto de las Artes de Seúl.
Su debut en televisión se produjo en 2017, con la serie Porque esta es mi primera vida, donde interpreta a Lee Eun-sol. Al año siguiente interpretó el personaje de Choi Yun-hee, una aprendiz de fisioterapia, en la serie de tvN A Poem a Day.
El 13 de noviembre de 2019 firmó un contrato de excluisividad con la agencia Y1 Entertainment. En 2020 fue Park Sae-mi en True Beauty: una estudiante que con su apariencia bella y sofisticada llama la atención de los compañeros, pero que acosa a la protagonista Joo-kyung (Moon Ga-young) antes de que esta cambie a otra escuela.
En 2021 participó en la serie Undercover, donde «mostró una presencia brillante incluso en una breve aparición» como la hija de Kim Myung-jae (Jung In-gi), el jefe de personal de la Casa Azul. Entre 2021 y 2022 participó con papeles de mayor importancia y desarrollo en dos series: primero, en las tres temporadas de Amor (invitados especiales: matrimonio y divorcio) con el personaje de Park Hyang-ki, que recibió críticas favorables y supuso para la actriz un salto en el reconocimiento del público. Y en segundo lugar, también intervino en Aquel año nuestro con otro papel importante, el de Jeong Chae-ran, la eficiente ayudante de dirección de Kim Ji-ung (Kim Sung-cheol).
En 2022 actuó primero en la serie de tema deportivo Love All Play como Yang Seong-sil, la jugadora más joven del equipo de bádminton Eunice. A continuación, también con un papel secundario, en Alquimia de almas, la serie romántica de fantasía escrita por las hermanas Hong. En esta es la gisaeng Ae-hyang, en lo que supone un nuevo registro para su repertorio.

## Filmografía

### Cine
| Año  | Título                 | Hangul      | Papel                       | Notas        | Ref.         |
| ---- | ---------------------- | ----------- | --------------------------- | ------------ | ------------ |
| 2015 | 0000                   |             | Ui-jeong                    | Cortometraje | [ 7 ]        |
| 2016 | Just One Day           | 딱하루      | Ju-yeon                     | Cortometraje | [ 11 ]       |
| 2018 | Champion               | 챔피언      | Estudiante de secundaria    |              | [ 5 ] [ 12 ] |
| 2022 | Una chica del siglo xx | 20세기 소녀 | Compañera de clase de Bo-ra |              | [ 13 ]       |

### Series de televisión
| Año     | Título                                             | Papel                 | Canal             | Notas                   | Ref.          |
| ------- | -------------------------------------------------- | --------------------- | ----------------- | ----------------------- | ------------- |
| 2017    | Porque esta es mi primera vida                     | Lee Eun-sol           | tvN               |                         | [ 1 ]         |
| 2018    | A Poem a Day                                       | Choi Yoon-hee         | tvN               |                         | [ 2 ]         |
| 2018    | Sketch                                             | Choi Seon-yeong       | JTBC              |                         |               |
| 2018    | Mode Vol. 1                                        | Shin Se-hee           |                   | Serie web               | [ 3 ]         |
| 2020    | Kiss Goblin                                        | Oh Yeon-ah            | Jong TV (YouTube) | Serie web               | [ 14 ]        |
| 2020-21 | True Beauty                                        | Park Sae-mi           | tvN               |                         | [ 5 ] [ 15 ]  |
| 2021    | Undercover                                         | Hija de Kim Myung-jae | JTBC              |                         | [ 6 ]         |
| 2021-22 | Amor (invitados especiales: matrimonio y divorcio) | Park Hyang-ki         | TV Chosun         | Tres temporadas         | [ 6 ] [ 7 ]   |
| 2021-22 | Aquel año nuestro                                  | Jung Chae-ran         | SBS               |                         | [ 8 ] [ 16 ]  |
| 2022    | Love All Play                                      | Yang Seong-sil        | KBS2              |                         | [ 9 ]         |
| 2022    | Alquimia de almas                                  | Ae-hyang              | tvN               |                         | [ 10 ] [ 17 ] |
| 2022    | Bajo el paraguas de la reina                       | Cho-wol               | tvN               |                         | [ 18 ]        |
| 2022    | Silence of the Lambs                               | Lim Da-in             | KBS               | Drama Special (un acto) | [ 19 ]        |
| 2023    | My Dearest                                         | Princesa Kang         | MBC               |                         | [ 20 ]        |
| 2024    | No hay amor desinteresado                          | Kwon Yi-rin           | tvN               |                         | [ 21 ] [ 22 ] |